# Gastrotheca piperata
Gastrotheca piperata és una espècie de granota de la família Amphignathodontidae. És endèmica de Bolívia. El seu hàbitat natural inclou montans tropicals o subtropicals secs i aiguamolls intermitents d'aigua dolça. Està amenaçada d'extinció per la pèrdua del seu hàbitat natural.